# افسون ایران

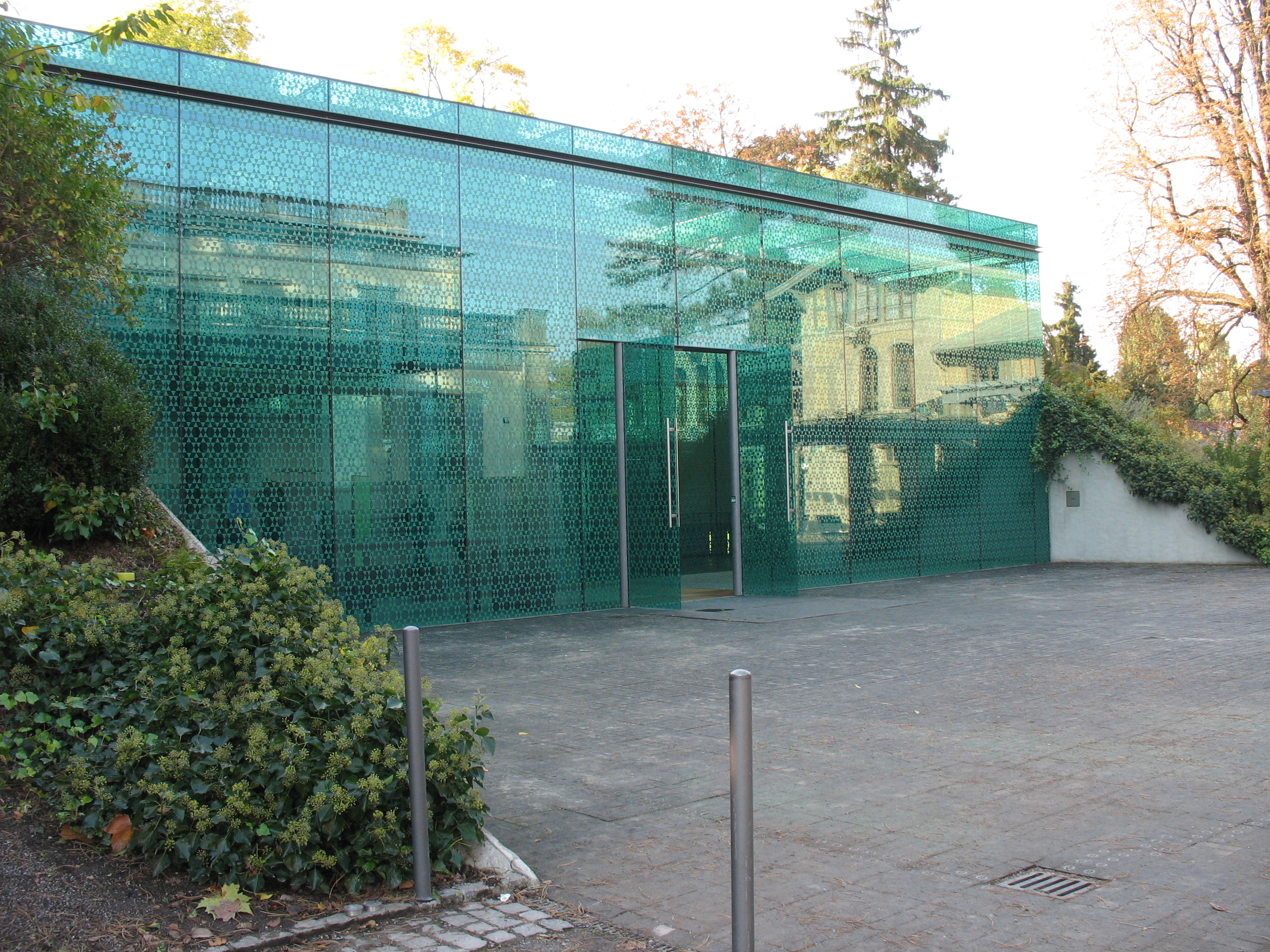
موزه ریتبرگ در زوریخ، محل نمایشگاه «افسون ایران» (Fascination of Persia)

افسون ایران (Fascination of Persia) عنوان نمایشگاهی است که در سپتامبر ۲۰۱۳ در موزه ریتبرگ در زوریخ بر پا شد. این نمایشگاه به ارائه آثار هنری ایران از سده هفدهم، پیوند هنرمندان ایرانی و اروپایی در آن دوره و همچنین آثاری از هنرمندان معاصر ایران اختصاص داشت.
در این نمایشگاه حدود دویست اثر از هنر ایران در معرض دید علاقه‌مندان قرار گرفت. سده هفدهم میلادی از این بابت در نمایشگاه مورد توجه قرار گرفت که دوره‌ای است که در پی ایجاد پیوندهای سیاسی و اجتماعی، هنرمندان این دو منطقه نیز تحت تأثیر یکدیگر قرار گرفتند. نقاشی معروف «سفیر ایران در دربار لویی چهاردهم» از یادگارهای همین دوره است که تحت تأثیر حضور فرستادگان دولت ایران در اروپا کشیده شده است.
بسیاری از نشریات سوییس این نمایشگاه را پوشش دادند. از آنجمله، Tagblatt Zuerich. آثار به نمایش در آمده در نمایشگاه به صورت کتاب به زبان‌های آلمانی و انگلیسی توسط موزه ریتبرگ به چاپ رسید.